# Je suis le seigneur du château
Je suis le seigneur du château je francouzský hraný film z roku 1989, který režíroval Régis Wargnier podle románu I’m the King of the Castle od Susan Hill z roku 1970. Snímek měl světovou premiéru 22: února 1989.

## Děj
Bretaň v roce 1954. Desetiletý Thomas Bréaud je svědkem smrti své matky. Po smrti své manželky se Jean Bréaud rozhodne najmout guvernantku paní Vernetovou, aby se postarala o jeho syna Thomase. Paní Vernetová, jejíž manžel je pohřešován od války v Indočíně, má syna Charlese ve stejném věku jako je Thomas. Zatímco setkání rodičů na zámku Bréaud probíhá zdvořile, mezi oběma dětmi okamžitě vznikne nepřátelský vztah. Thomas se snaží vyděsit Charlese, už tak velmi citlivého chlapce. Napětí mezi oběma dětmi narůstá, jejich rodiče se naopak k sobě přitahují.

## Obsazení
| Jean Rochefort     | Jean Bréaud    |
| Dominique Blancová | Madame Vernet  |
| Régis Arpin        | Thomas Bréaud  |
| David Behar        | Charles Vernet |
| Pascale Le Goff    | rodička        |
| Frederic Renno     | doktor         |